# 團隊管理
團隊管理是指將組織事務依性質之不同，交由各種性質的團隊來參與提供意見、決定或執行組織各種事務。透過團隊成員互動的過程，彼此集思廣益、凝聚共識、並形成成敗休戚與共的情感，以促進組織成為高效能組織的一種管理方式。換言之，團隊管理係透過團隊參與的管理，而非由少數人獨自決定或執行。

## 相關
- 人事管理
- 管理学